# A Pueblo Legend
A Pueblo Legend é um filme mudo norte-americano de 1912, do gênero drama, estrelado por Mary Pickford. O filme foi escrito e dirigido por D. W. Griffith.

## Elenco
- Mary Pickford
- Wilfred Lucas
- Robert Harron
- J. Jiquel Lanoe
- Charles Hill Mailes
- Jack Pickford